# Средно училище „Св. Софроний Врачански“
Средно училище „Св. Софроний Врачански“ е училище в град Пловдив. Намира се в ж.к. „Тракия“, в микрорайон „Кан Крум“.

## История
Открито е на 15 септември 1984 г.е. През 1987 г. училището се разделя на две – начално училище „Княз Борис І“ и ЕСПУ с УПК, което на 21 ноември 1987 г. приема името „Васил Танев“. От 15 септември 1992 г. училището структурно се преобразува в Средно общообразователно училище „Свети Софроний Врачански“.

## Местоположение
Адресът му е ул. „Съединение“ 53. В съседство е на парк „Хан Крум“, и в близост до 5-о Районно управление – Пловдив. Наблизо е и Читалище „Съвременник-1986“ и прилежащата му библиотека, чиито основни ползватели са учениците на училището.